# Элиаш, Патрик
Па́трик Э́лиаш (чеш. Patrik Eliáš; род. 13 апреля 1976[…], Тршебич, Южноморавский край[…]) — чешский хоккеист, центральный нападающий. Двукратный обладатель Кубка Стэнли в составе «Нью-Джерси Девилз» в 2000 и 2003 годах. Всего за карьеру в сборной и клубах провел 1704 матча, набрал 1387 (550+837) очков.

## Биография
В НХЛ выступал только за «Нью-Джерси Девилз». Провёл 20 сезонов, отыграв 1240 матчей в регулярных чемпионатах и набрав 1025 (408+617) очков. Рекордсмен «Нью-Джерси» по количеству очков, голов и результативных передач. Второй бомбардир среди всех чешских хоккеистов в истории НХЛ после Яромира Ягра.
Дважды становился обладателем Кубка Стэнли. За карьеру провёл 162 матча и набрал 125 (45+80) очков в плей-офф. Рекорсмен «Нью-Джерси» по количеству очков, голов и результативных передач в Кубке Стэнли.
В 2006 году нападающий стал бронзовым призёром олимпийского турнира в составе сборной Чехии.
31 марта 2017 года объявил о завершении игровой карьеры.
Начиная с сезона 2018/19 является ассистентом главного тренера молодёжной сборной Чехии Вацлава Варади.

## Награды и достижения
- Бронзовый призёр чемпионата мира: 1998, 2011 (сборная Чехии)
- Бронзовый призёр Олимпиады: 2006 (сборная Чехии)
- Бронзовый призёр чемпионата Европы среди юниоров (до 18 лет): 1994 (сборная Чехии)
- Бронзовый призер чешской Экстралиги: 1994 («Кладно»)
- Обладатель Кубка Стэнли: 2000, 2003 («Нью-Джерси Девилз»)
- Обладатель награды «НХЛ плюс/минус», 2001 («Нью-Джерси Девилз»)
- Обладатель Золотой клюшки лучшему хоккеисту года в Чехии: 2009[5], 2012[6]
- Участник Матча всех звёзд НХЛ (4 раза)
- Вошёл в первую символическую сборную НХЛ по итогам сезона 2000/2001
- Самый результативный игрок в истории «Нью-Джерси Девилз»

## Статистика
| Легенда | Легенда                    | Легенда | Легенда                   | Легенда | Легенда    |
| ------- | -------------------------- | ------- | ------------------------- | ------- | ---------- |
| И       | Количество проведённых игр | Штр     | Штрафное время            | +/−     | Плюс-минус |
| Г       | Голы                       | П       | Голевые передачи          | О       | Очки       |
| -       | Статистика неизвестна      | —       | Статистика не учитывалась |         |            |

## Личная жизнь
Элиаш женат на Петре Волаковой, бывшей телеведущей. У них две дочери: София Габриэлла (род. 27.11.2010 г.) и Кайла Патрисия (род. 26.02.2014 г.). Проживает с семьёй в Нью-Джерси.
Также он является послом доброй воли ЮНИСЕФ.